# Ordre de la Couronne d'Inde
Pour les articles homonymes, voir Ordre de la Couronne.
L’ordre impérial de la Couronne d'Inde (The Imperial Order of the Crown of India) a été institué le 1er janvier 1878 par la reine Victoria à l'attention exclusive des femmes de l'empire britannique des Indes.
Cet ordre ne comportant qu'un seul grade était attribué aux femmes de sang royal et aux épouses des dignitaires du gouvernement indien, notamment la femme du vice-roi, celles des gouverneurs, des princes, etc.
Les récipiendaires peuvent utiliser les lettres post-nominales « CI », mais elles n'accèdent pas à un statut social spécifique.

## Historique
Cette distinction n'est plus attribuée depuis l'accession à l'indépendance de l'Inde en 1947.
La princesse Élisabeth, et sa sœur la princesse Margaret se sont vu remettre l'ordre par leur père le roi George VI.

## Description
Le ruban était de couleur bleu clair bordé d'une raie blanche de chaque côté.
Le badge de l'ordre figure les initiales royales de Victoria « VRI » (Victoria Regina Imperatrix en latin), serties de diamants, de perles et de turquoises, entourées par une bordure de perles et surmontées par la couronne impériale.